# Sant Sebastià de Molló
Sant Sebastià és una capella que se situa al nucli de Molló. Va ser construïda l'època modern i és inclosa en l'Inventari del Patrimoni Arquitectònic de Catalunya. L'any 2014, sobre una pedra ja existint al davant de l'església, va afegir-se una estela a la memòria del mossèn Josep Riera i Justó mort el mateix any a l'edat de 82 anys (1932-2014), que va ésser rector de Molló durant més de 40 anys.

## Descripció
A l'entrada del poble es troba Sant Sebastià, una petita capella amb coberta a dues aigües i un petit campanar de torre. La porta d'entrada és d'arc de mig punt adovellada, a un costat es veu una finestra rectangular amb reixa i a la part superior un ull de bou. L'absis està cobert amb volta d'aresta.

## Notícies històriques

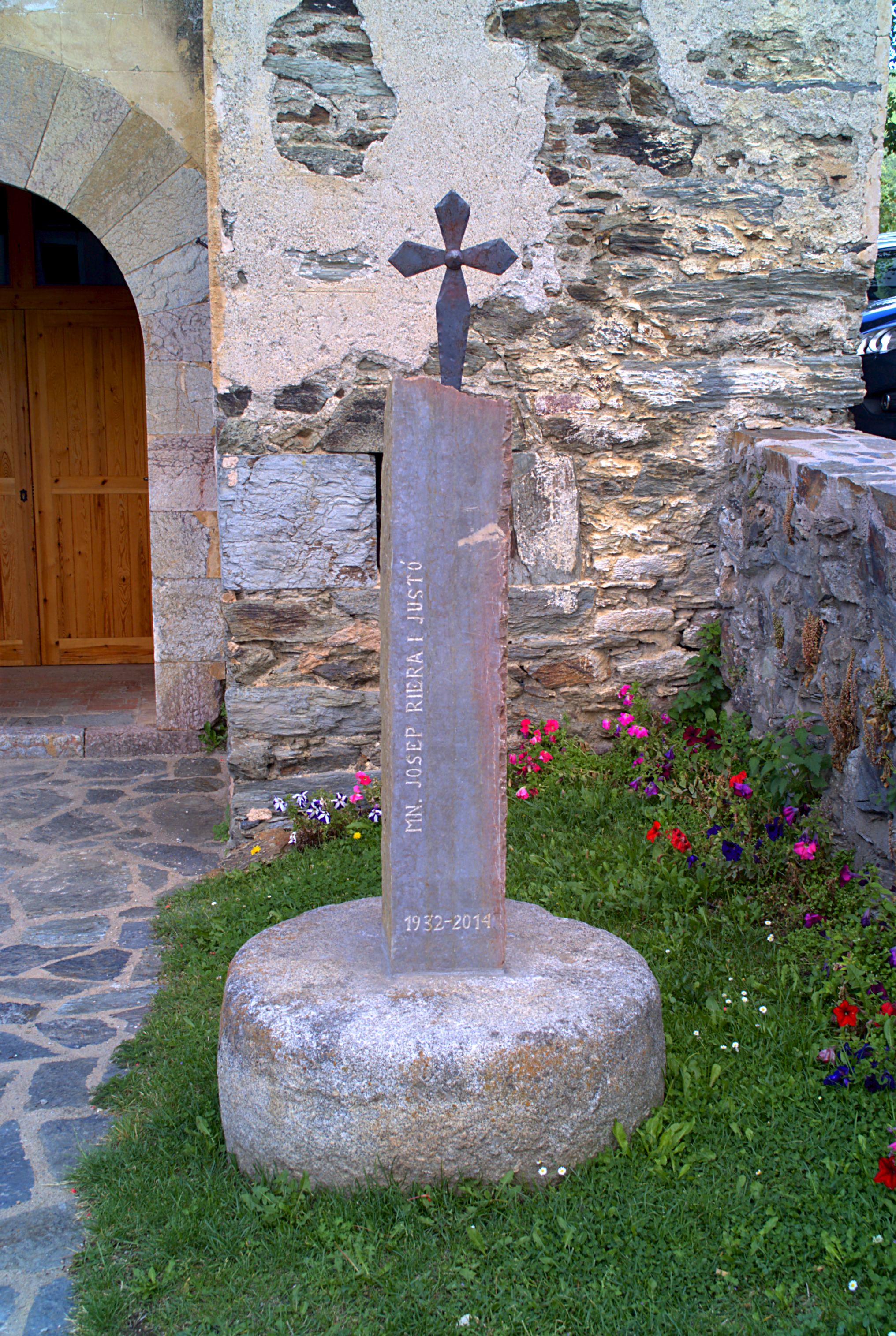
Estela a Josep Riera i Justó

Aquesta església va ser erigida a Sant Sebastià per haver salvat Molló de la pesta que va assolar Europa a l'Edat Mitjana. Es conserven els Goigs de Sant Sebastià de Molló, i avui dia, encara se celebra una missa-novena durant 9 dies abans de la festivitat del Sant (20 de gener) on la gent del poble els canta.